# Octavia Airlines
Octavia Airlines – nieistniejące francuskie linie lotnicze z bazą na lotnisku Le Bourget.

## Historia
Linie zostały założone w 2001 przez grupę Regourd Aviation. Specjalizowały się one w komercyjnych lotach po Europie. 9 maja 2005 linie zmieniły nazwę na O-Air, w wyniku czego trzy dni później Octavia Airlines przestały istnieć.

## Flota
Linie lotnicze posiadały następujące samoloty:
- 1 ATR 42
- 2 Embraer 120 Brasilia